# Хилок (Ленинградская область)
Хилок — деревня в Осьминском сельском поселении Лужского района Ленинградской области.

## История
Впервые упоминается в писцовых книгах Шелонской пятины 1571 года, как деревня Хилок — 6 обжей в Дремяцком погосте Новгородского уезда.
Деревня Хилок на реке Овнова, обозначена на карте Санкт-Петербургской губернии Ф. Ф. Шуберта 1834 года.

ХИЛОК — деревня, принадлежит: коллежскому советнику Конисскому, число жителей по ревизии: 14 м. п., 16 ж. п.

штабс-капитану Конисскому, число жителей по ревизии: 11 м. п., 10 ж. п.

титулярному советнику Глотову, число жителей по ревизии: 13 м. п., 12 ж. п.

дворянке, девице Вишняковой, число жителей по ревизии: 3 м. п., 4 ж. п. (1838 год)

Деревня Хилок отмечена на карте профессора С. С. Куторги 1852 года.

ХИЛОК — деревня господина Скобельцина, по просёлочной дороге, число дворов — 15, число душ — 69 м. п. (1856 год)

Согласно X-ой ревизии 1857 года деревня состояла из двух частей:

1-я часть: число жителей — 43 м. п., 40 ж. п. (из них дворовых людей — 10 м. п., 13 ж. п.)
 
2-я часть: число жителей — 30 м. п., 29 ж. п.

БОЛЬШОЙ ХИЛОК — деревня владельческая при реке Луге, число дворов — 10, число жителей: 29 м. п., 28 ж. п.

МАЛЫЙ ХИЛОК — деревня владельческая при реке Луге, число дворов — 7, число жителей: 25 м. п., 23 ж. п. (1862 год)

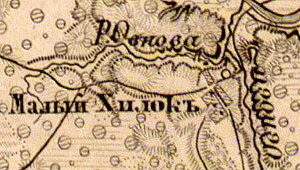
Деревня Хилок на карте 1863 года

Согласно карте из «Исторического атласа Санкт-Петербургской Губернии» 1863 года деревня называлась Малый Хилок, а река на которой она находилась — Овнова.
В 1867 году временнообязанные крестьяне деревни выкупили свои земельные наделы у М. А. и А. Д. Глотовых и стали собственниками земли.
Согласно подворной описи Шипинского общества Красногорской волости 1882 года, деревня состояла из двух частей:
 
1) Хилок (Новый), бывшее имение Глотова, домов — 23, душевых наделов — 35, семей — 17, число жителей — 61 м. п., 60 ж. п.; разряд крестьян — собственники.
  
2) Старый Хилок, бывшее имение Веймарн, домов — 15, душевых наделов — 30, семей — 11, число жителей — 34 м. п., 41 ж. п.; разряд крестьян — собственники.
Согласно материалам по статистике народного хозяйства Лужского уезда 1891 года, одно из имений при селении Хилок площадью 886 десятин принадлежало жене надворного советника С. А. Зиновьевой и княгине Л. А. Оболенской, имение было приобретено до 1868 года, второе имение, площадью 855 десятин, принадлежало крестьянину Новгородской губернии А. И. Москвину, имение было приобретено в 1887 году за 400 рублей.
В XIX — начале XX века деревня административно относилась к Красногорской волости 2-го земского участка 1-го стана Лужского уезда Санкт-Петербургской губернии.
По данным «Памятных книжек Санкт-Петербургской губернии» за 1900 и 1905 годы в Шипинское сельское общество входили деревни Новый Хилок и Старый Хилок. Землями деревни Хилок владели: купец Алексей Иванович Москвин — 845 десятин и Общество крестьян деревни Сабско, 41 домохозяин — 887 десятин.
С 1917 по 1919 год деревня Хилок входила в состав Шипинского сельсовета Красногорской волости Лужского уезда.
С 1920 года, в составе Хилокского сельсовета.
С 1923 года, в составе Осьминской волости Кингисеппского уезда.
С 1927 года, в составе Осьминского района.
С 1928 года, в составе Шипинского сельсовета. В 1928 году население деревни Хилок составляло 300 человек.
По данным 1933 года в состав Шипинского сельсовета Осьминского района входили деревни Новый Хилок и Старый Хилок.
C 1 августа 1941 года по 31 января 1944 года деревня находилась в оккупации.
В 1958 году население деревни Хилок составляло 96 человек.
С 1959 года, в составе Осьминского сельсовета.
С 1961 года, в составе Сланцевского района.
С 1963 года, в составе Лужского района.
По данным 1966, 1973 и 1990 годов деревня Хилок входила в состав Осьминского сельсовета Лужского района.
В 1997 году в деревне Хилок Осьминской волости проживали 19 человек, в 2002 году — 21 человек (все русские).
В 2007 году в деревне Хилок Осьминского СП проживали 12 человек.

## География
Деревня расположена в северо-западной части района на автодороге 41К-669 (Осьмино — Хилок).
Расстояние до административного центра поселения — 15 км.
Расстояние до ближайшей железнодорожной станции Молосковицы — 69 км.
Деревня находится на левом берегу реки Обнова у места впадения её в реку Луга. Через деревню протекает Липовый ручей.

## Демография
| 1838 | 1862 | 1928 | 1958 | 1997 | 2007 | 2010 |
| ---- | ---- | ---- | ---- | ---- | ---- | ---- |
| 83   | ↗105 | ↗300 | ↘96  | ↘19  | ↘12  | ↗16  |
| 2017 |      |      |      |      |      |      |
| ↘12  |      |      |      |      |      |      |

## Улицы
Медовая, Новая, Цветочная.